# Southpaw - L'ultima sfida
Southpaw - L'ultima sfida (Southpaw) è un film del 2015 diretto e prodotto da Antoine Fuqua, con protagonista Jake Gyllenhaal.

## Trama
Billy Hope è l'imbattuto campione del mondo dei pesi mediomassimi. La sua storia, come quella di sua moglie Maureen, è quella di un orfano cresciuto in un quartiere difficile di New York che grazie alla boxe ha ottenuto riscatto sociale, ricchezza e ha formato una famiglia che prima ancora della boxe è la sua ragione di vita. Non più giovanissimo valuta i suoi passi con attenzione, consigliato dal suo manager e soprattutto da sua moglie. 
Billy ha ormai quasi deciso di ritirarsi quando in una serata di beneficenza viene provocato da un suo rivale, Miguel Escobar, astro nascente ansioso di confrontarsi sul ring con Hope e concorrere per la cintura. Ne consegue una rissa fra i pugili ed i loro team. Nel marasma parte un colpo di pistola che colpisce Maureen e la uccide.
Da quel momento la vita di Billy entra in una rapida spirale discendente fatta di alcool, droghe, depressione, rabbia e frustrazione. In pochi mesi perde tutto: la sua casa, i soldi, la sua cintura di campione del mondo ed infine la sua unica figlia che viene affidata ad una casa-famiglia.
Risalire la china sarà per Billy l'unico modo per rimettere a posto i pezzi della sua vita. Allenato da un carismatico allenatore, Titus 'Tick' Wills, riuscirà ad ottenere una possibilità per confrontarsi con Escobar e riprendersi la sua vita.

## Produzione
Il 13 dicembre 2010 la DreamWorks acquista i diritti del progetto, che era inizialmente il sequel del film 8 Mile e prevedeva Eminem nel ruolo di protagonista. Il 6 giugno 2011 entra in trattative per dirigere il film il regista Antoine Fuqua. Nell'agosto dello stesso anno, la DreamWorks abbandona il progetto mentre nell'ottobre seguente la Metro-Goldwyn-Mayer compra i diritti del film con la distribuzione andata alla Columbia Pictures, ma successivamente salta ancora l'accordo. Il 6 marzo 2014 viene annunciato Antoine Fuqua alla regia, con la distribuzione su territorio statunitense andata alla The Weinstein Company.
Il budget del film è stato di circa 25 milioni di dollari.

### Cast
Il 6 marzo 2014 assieme al nome del regista, viene confermato Jake Gyllenhaal nel ruolo di protagonista al posto del rapper Eminem. Il 14 maggio entrano nel cast gli attori Forest Whitaker, Lupita Nyong'o e Rachel McAdams. L'8 agosto, l'attrice Naomie Harris prende il posto di Lupita Nyong'o. Il 6 novembre, il produttore Harvey Weinstein conferma la presenza nel cast della cantante britannica Rita Ora, complimentandosi della sua performance in un'intervista rilasciata al Daily Mail.

### Riprese
Le riprese del film iniziano il 16 giugno 2014 e si svolgono tra gli stati di Pennsylvania (nello specifico a Pittsburgh), Indiana e New York.

## Colonna sonora
Nel primo trailer del film è presente la canzone Phenomenal del rapper Eminem ispirata proprio alla trama del film. La canzone che compare invece nei titoli di coda è Kings Never Die cantata da Eminem in collaborazione con Gwen Stefani. Eminem è anche produttore esecutivo della colonna sonora.
Fanno parte della colonna sonora anche artisti come The Notorious B.I.G., Busta Rhymes, Crooked I, Joey Badass, The Weeknd, Royce da 5'9", PRhyme, Logic, 50 Cent e Bone Thugs-n-Harmony.

## Distribuzione
Il primo trailer è stato diffuso il 27 marzo 2015.
La pellicola è stata distribuita nelle sale cinematografiche statunitensi a partire dal 24 luglio 2015 e nelle sale italiane il 2 settembre.

## Riconoscimenti
- 2015 - Washington D.C. Area Film Critics Association Awards[14]
  - Candidatura per il miglior giovane a Oona Laurence
- 2015 - NAACP Image Award[15]
  - Candidatura per il miglior attore non protagonista a Forest Whitaker